# Posse (película de 1975)
Posse (Los Justicieros del Oeste, en español) es una película estadounidense en tecnicolor de 1975, del género western revisionista, producida, dirigida y protagonizada por Kirk Douglas. El guion fue  escrito por Christopher Knopf y William Roberts. La trama se centra en un marshal de EE. UU. con ambiciones políticas, que dirige una cuadrilla de élite en la persecución de un famoso ladrón de bancos, para así hacer avanzar su carrera política. La película se estrenó en Nueva York el 4 de junio de 1975, y en junio el mismo año en Berlín, en la 25ª edición del Festival Internacional de Cine de Berlín, donde Douglas estuvo nominado para el Oso Dorado.

## Trama
Howard Nightingale (Kirk Douglas), marshal de EE. UU., dirige una cuadrilla uniformada de élite para seguir la pista y capturar al infame ladrón de trenes Jack Strawhorn (Bruce Dern), en un intento de hacer medrar su carrera política como Senador de Estados Unidos. Strawhorn desbarata sus planes al secuestrar a Nightingale. Pide a la cuadrilla un rescate de $40,000 para devolver sano y salvo a Nightingale—la misma cantidad de dinero que la cuadrilla había quemado cuándo atrapó a Strawhorn y eliminó a su pandilla. Para conseguir el dinero, la cuadrilla de Nightingale tiene que atracar a los habitantes de la ciudad, volviendo con ello a la gente del pueblo en contra de Nightingale.
Contra todo pronóstico, y ante a la tentación del dinero, la cuadrilla opta finalmente por unirse a Strawhorn y dar la espalda a Nightingale.
La película se estrenó en Nueva York el 4 de junio de 1975, y en junio del mismo año en Berlín, en la 25ª edición del Festival Internacional de Cine de Berlín, donde Douglas estuvo nominado para el Oso Dorado.

## Reparto
- Kirk Douglas como Marshal Howard Nightingale.
- Bruce Dern como Jack Strawhorn.
- Bo Hopkins como Wesley.
- James Stacy como Hellman.
- Luke Askew como Krag.
- David Canary como Pensteman.
- Alfonso Arau como Peppe.
- Katherine Woodville como la Sra. Cooper
- Mark Roberts como el Sr. Cooper
- Dick O'Neill como Wiley.
- Melody Thomas como Laurie.